# Tout le monde aime Jeanne
Pour plus de détails, voir Fiche technique et Distribution.
Tout le monde aime Jeanne est un film franco-portugais écrit et réalisé par Céline Devaux, sorti en 2022.

## Synopsis
Jeanne Mayer est une ingénieure qui dirige un projet écologique de capture du plastique afin de lutter contre la pollution marine (contamination du milieu marin par les plastiques). La première mondiale de son dispositif tourne au fiasco public. 
Dépressive, au bord de la faillite personnelle à la suite de son engagement financier dans ce projet, encouragée par son frère Simon, elle se résout à vendre l'appartement à Lisbonne de leur mère, qui s'est suicidée un an auparavant.
Les actions de Jeanne sont commentées par une petite voix intérieure ironique concrétisée par des passages de séquences animées.
Se rendant sur place, elle croise à l'aéroport le chemin de Jean, un ancien camarade de lycée un peu sans-gêne, un peu naïf, un peu cleptomane, ancien dépressif,,,. À l'aéroport de Lisbonne, elle est accueillie par Vitor, un amour de jeunesse, qui la conduit à l'ancien appartement de sa mère.
Jeanne trie les affaires de sa mère, contacte des agents immobiliers ; elle n'est pas très efficace. Elle est obsédée par les souvenirs de sa relation difficile avec sa mère, qui lui apparaît à plusieurs reprises, et par l'échec de son projet écologique. Elle fréquente Jean, qui donne des cours de vol à l'étalage à sa jeune nièce, et Vitor, qui se trouve être le professeur de chorale de la nièce de Jean. Simon les rejoint dans l’ancien appartement de leur mère.

## Fiche technique
Sauf indication contraire, les informations mentionnées dans cette section peuvent être confirmées par la base de données cinématographiques Allociné,  présente dans la section « Liens externes ».
- Titre : Tout le monde aime Jeanne
- Réalisation : Céline Devaux
- Scénario : Céline Devaux
- Photographie : Olivier Boonjing
- Costumes : Marine Peyraud
- Décors : Artur Pinheiro
- Son : Olivier Dô Huu
- Montage : Gabrielle Stemmer
- Musique : Flavien Berger
- Sociétés de production : Les Films du Worso, O Som e a Fúria, en association avec les SOFICA Indéfilms 9, Indéfilms 10 et Cinéventure 6
- Société de distribution : Diaphana Distribution
- Pays de production :  France,  Portugal
- Langue originale : français
- Format : couleur — 2,35:1 — son 5.1
- Genre : Comédie dramatique et romance
- Durée : 95 minutes
- Dates de sortie :
  - France : 21 mai 2022 (Festival de Cannes) ; 7 septembre 2022 (sortie nationale)
  - Suisse romande : 7 septembre 2022
  - Belgique : 21 septembre 2022

## Distribution
Sauf indication contraire, les informations mentionnées dans cette section peuvent être confirmées par la base de données cinématographiques Allociné,  présente dans la section « Liens externes ».
- Blanche Gardin : Jeanne
- Laurent Lafitte : Jean
- Maxence Tual : Simon, le frère de Jeanne
- Nuno Lopes : Vitor
- Marthe Keller : Claudia, la mère de Jeanne
- Léa Mysius : Claudia, jeune
- Samira Sedira : maître Sonia Hami
- Lisa Mirey : Théodora

## Accueil

### Critique
En France, le site Allociné donne une moyenne de 3,6⁄5, après avoir recensé 27 critiques presse.
Sans crier au chef-d'œuvre, l'accueil de la critique cinématographique française est plutôt bon, saluant l'interprétation de Blanche Gardin et de Laurent Lafitte,, ou encore de Maxence Tual. Télérama parle d'un « premier film attachant, entre blues et fantaisie » et lui décernant les « 2 TT » (bien), alors que le correspondant au festival de Cannes 2022 de Libération, Marius Chapuis, émet un peu plus de réserves en trouvant que cette comédie sentimentale n'est qu'« une comédie romantique ordinaire ».
Selon Louis Séguin, pour les Cahiers du cinéma, « dans un contexte où la comédie à la française fait surenchère de mauvais sentiments (Qu'est-ce qu'on a fait au Bon Dieu ? en tête de gondole), et où on a de toute façon déjà tout vu, Céline Devaux et ses personnages semblent d'une naïveté consolante en ne jouant pas aux plus malins avec leur propre histoire ».

### Box-office
Pour son premier jour d'exploitation en France, Tout le monde aime Jeanne réalise 11 031 entrées, dont 3 413 en avant-première, pour 195 copies. Ce nombre de tickets vendus permet au film de se classer cinquième du box-office des nouveautés, derrière Le Tigre et le Président (17 272) et devant Rodéo (5 604). Au bout d'une première semaine d'exposition, le long-métrage réalise 63 691 entrées pour une neuvième place au box-office derrière Top Gun : Maverick (65 680) et devant Tad l'explorateur et la table d'émeraude (57 515).
| Pays ou région | Box-office      | Date d'arrêt du box-office | Nombre de semaines |
| -------------- | --------------- | -------------------------- | ------------------ |
| France         | 164 479 entrées | 25 octobre 2022            | 7                  |
| Total mondial  | - $             | -                          | -                  |

## Récompenses et distinctions

### Sélections
- Festival de Cannes 2022
  - Sélection de la Semaine de la critique[4],[5],[13]
  - Caméra d'or
- Festival Premiers Plans d'Angers 2022[14]